# Jon Balke

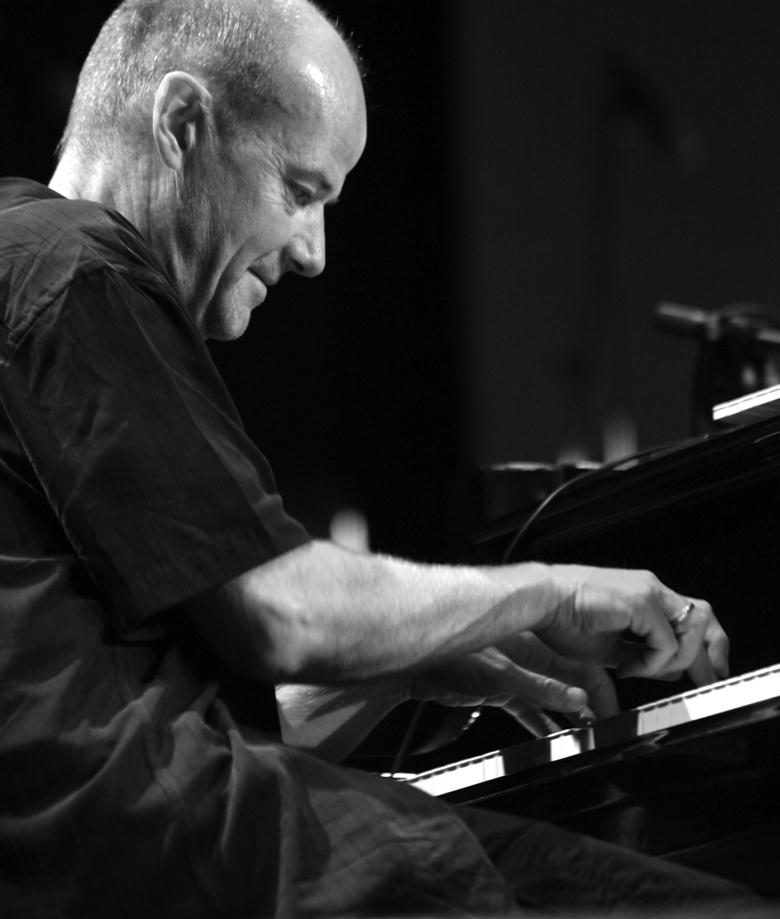
Jon Balke (2006)

Jon Balke (* 7. Juni 1955 in Furnes) ist ein norwegischer Jazz-Pianist.

## Leben und Wirken
Balke spielte als Jugendlicher in der Rockjazzgruppe Unis, bevor er 1973 sein erstes eigenes Jazzquartett gründete. Daneben hatte er mit seinem Bruder Erik Balke ein Jazzorchester. Bekannt wurde er als Mitglied des 1974 gegründeten Arild Andersen Quartett, mit dem 1975 die Debüt-LP Clouds in My Head entstand. Daneben arbeitete er auch mit dem Radka Toneff Quintett und unternahm 1978 eine Indienreise mit der Sängerin Karin Krog.
Seit Ende der 1970er Jahre war er auch mit Ethno-Gruppen wie E'Olen und Surdu zu hören und trat 1982 mit L. Subramaniam auf. Mit seinem Bruder (Brødrene Balke Etno Funk) produzierte er 1984 die Show Palmevinsdrankeren (Der Palmweintrinker). Außerdem arbeitete er mit vielen anderen Gruppen wie dem Lars Klevstrand / Guttorm Guttormsen Quartet, dem Quartett von Jon Eberson, der Formation Oslo 13, dem Jazz Punk Ensemble, der Gruppe Masqualero unter Jon Christensen, dem Sidsel Endresen Quartet und auch mit George Russell und Göran Klinghagen. 
Seit 1990 arbeitete er im Trio mit Per Jørgensen und Audun Kleive. 1993–1994 unternahm er mit dem Werk Magnetic North eine Tournee durch Japan und die USA. Weiterhin spielte er Aufnahmen mit Pierre Favre, Håvard Lund und Torbjørn Sunde ein und gründete 1992 das Magnetic North Orchestra. Er ist auch auf Alben von Miki N’Doye zu hören.
Balke komponierte auch mehrere Schauspielmusiken, das Werk Ø für das Åpent Øre Festival 1988 und Il Cenone für das Vossajazz Festival 1992.

## Preise und Auszeichnungen
1984 wurde er mit dem Buddyprisen ausgezeichnet. Die Gruppe Oslo 13 erhielt für das Album Off-balance, für das er die Kompositionen geschrieben hatte, 1988 den norwegischen Spellemannprisen. Sein Album Siwan  erhielt 2009 den Jahrespreis der deutschen Schallplattenkritik.

## Diskographische Hinweise
- Clouds in My Head, 1975
- E'Olen, 1979
- Nonsentration, 1990
- Per Jørgensen, Jon Balke, Audun Kleive On and On (Odin, 1991)
- Jøkleba!, 1992 (mit Per Jørgensen und Audun Kleive)
- Further, 1994
- Letters, 1995
- Rotor, 1997
- Saturation, 1998
- Kyanos, 2002
- Diverted Travels, 2004
- Book of Velocities, 2007
- Siwan, 2009
- Batagraf Say and Play, 2013
- Jøkleba Outland, 2014 (ECM Records)
- Warp, 2016 (ECM Records, solo)[1]
- Siwan, Nahnou Houm, 2017 (ECM, mit Ensemble Siwan, Mona Boutchebak, Derya Türkan, Helge Norbakken, Pedram Khavar Zamini, Barokksolistene; Vierteljahresliste 1/2018 Deutscher Schallplattenpreis)
- Discourses, 2020 (ECM, solo)[2]

## Filmmusik
- 1994: Det opprørske alfabetet (Kurzfilm)
- 2003: À la fenêtre (Kurzfilm)
- 2022: Mehr denn je (Plus que jamais )